# Waimea River (Tasman Bay)

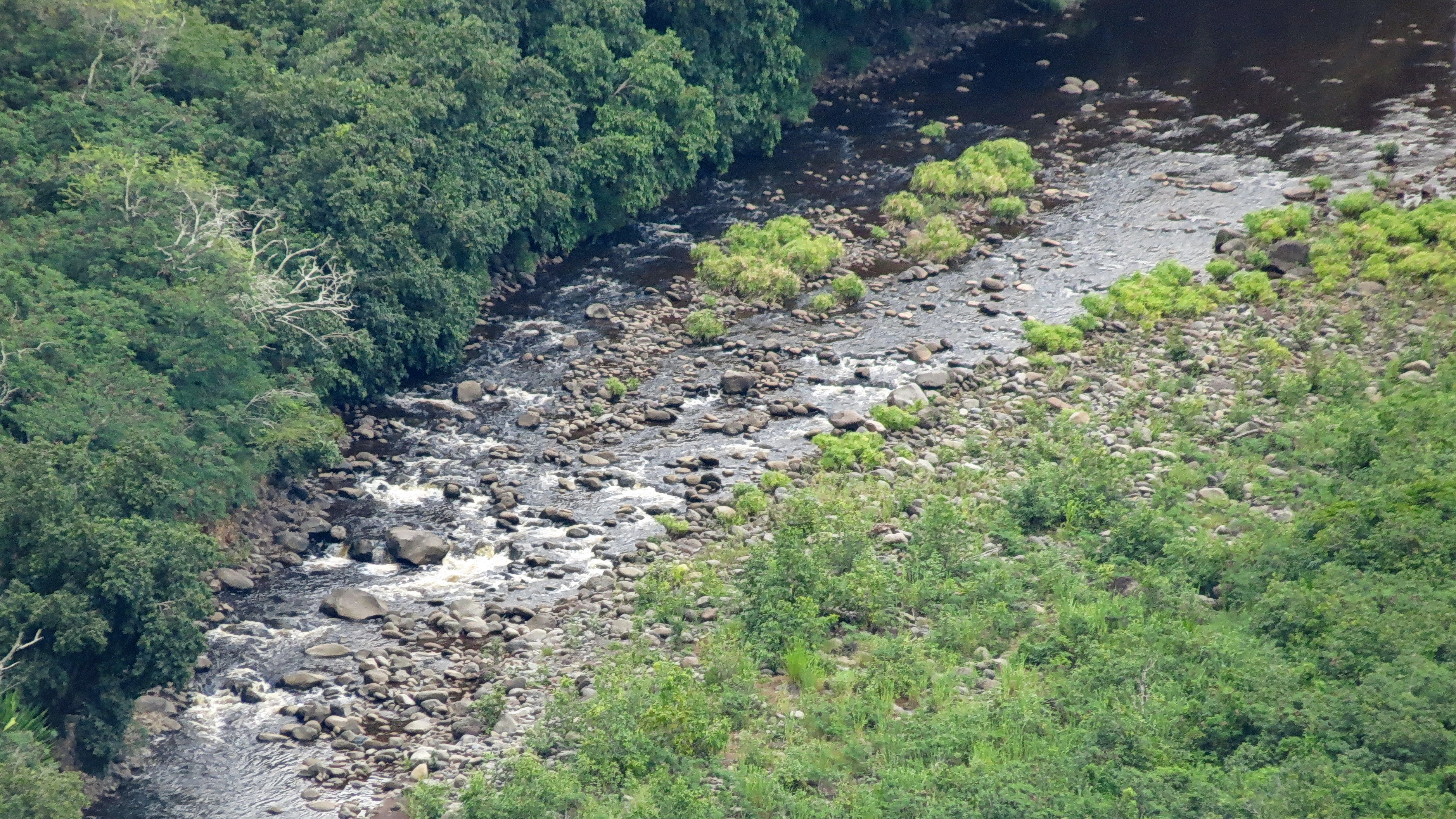
Waimea River

Der Waimea River ist ein Fluss in dem Tasman District auf der Südinsel von Neuseeland.

## Geographie
Der Waimea River wird durch den Zusammenfluss des Wairoa River und des Wai-iti River, rund 3 km nördlich Brightwater gebildet und setzt dabei den Flussverlauf und die Richtung des Wairoa River in nordnordöstlich Richtung fort. Nach gut 7 km mündet der Fluss in das Delta des Waimea Inlet, das sich nach Westen und Osten hin öffnet. Bei Ebbe ist erkennbar, dass sich die Abflussrinnen des Flusses in beide Richtungen aufteilen.
Gut 4 km östlich des Flusses befindet sich die Stadt Richmond und nordöstlich angrenzend Stoke, ein Vorort von Nelson.